# Teamlab borderless

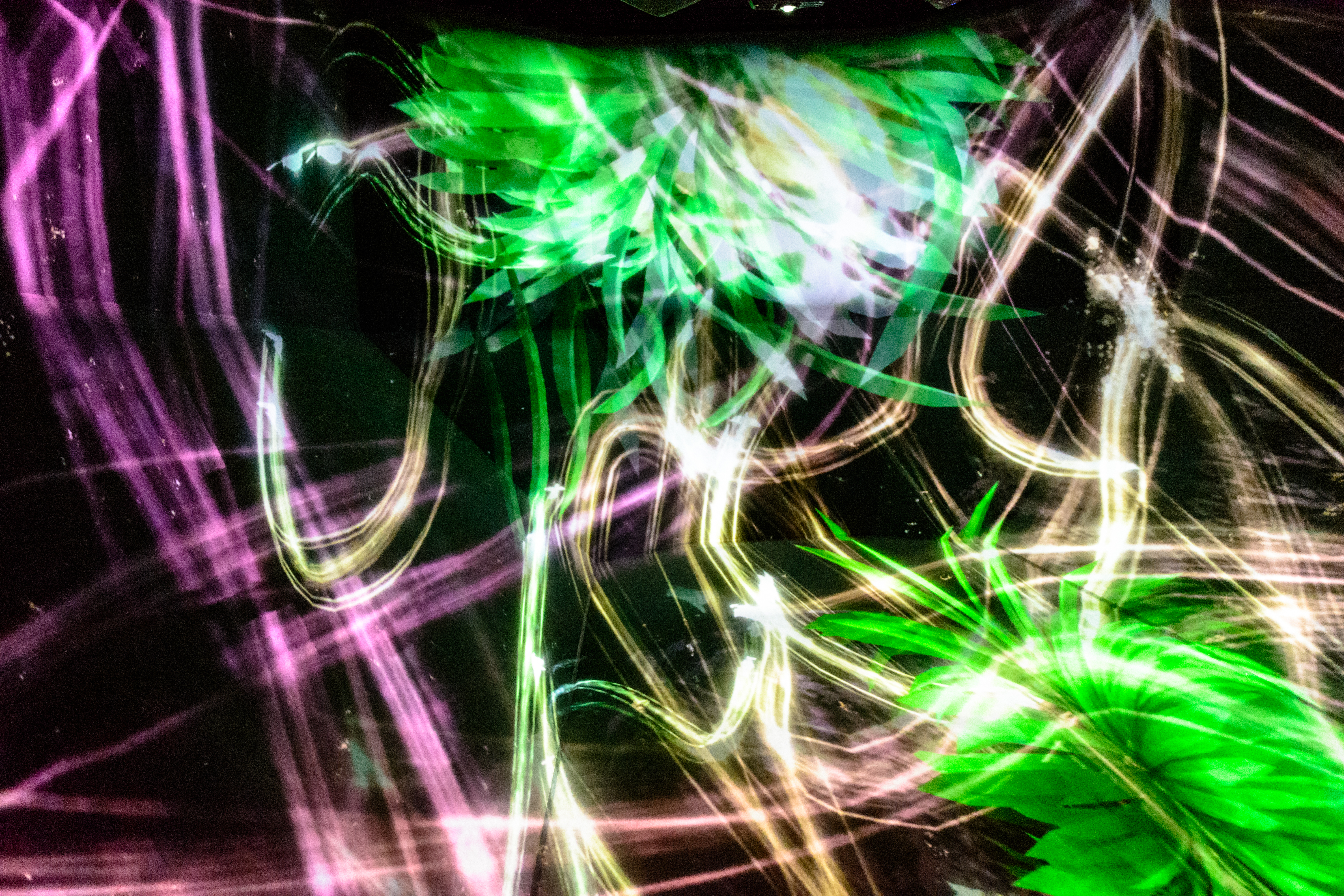
Imagen de Arte Inmersivo Digital

Teamlab Borderless es un museo de arte inmersivo y digital que fue inaugurado el 2018, en Tokio. El proyecto fue diseñado y creado por TeamLab, un grupo creativo internacional formado por varios especialistas incluidos artistas, programadores, ingenieros, animadores, matemáticos y arquitectos de los cuales se busca experimentar y navegar por confluencia del arte, la ciencia, la tecnología y el mundo natural. El museo afirma querer explorar la relación entre el yo, el mundo, nuevas percepciones a través del arte además de la continuidad del tiempo partiendo de la siguiente premisa: "Todo existe en una larga y frágil pero milagrosa continuidad sin fronteras".
Este destaca por el hecho que fue el primer museo de estas características a nivel mundial. Situado en el Edificio Mori de Odaiba, la isla artificial de la bahía de Tokio, en el complejo de Palette Town, el museo ocupa un espacio de 10.000 metros cuadrados y presenta cinco exposiciones interactivas diferentes. 

### Exposiciones
El museo de arte digital ofrece en sus instalaciones unas 60 obras de arte digital, creadas a partir de 520 ordenadores y 470 proyectors de alta luminosidad y rendimiento de fabricantes japoneses de la talla de Epson y Panasonic. De este modo, el museo desea poner a disposición de los visitantes un mundo sin fronteras (de aquí el nombre borderless) en espacios tridimensionales, en los cuales las obras se despliegan y desplazan por las diversas habitaciones y pasillos libremente, de forma que el arte acaba integrado en todos los rincones del espacio interior, incluso sobre los visitantes.
Cómo ya ha sido dicho anteriormente el museo presenta cinco exposiciones diferentes:
1. "Mundo sin límites": Esta exposición presenta muchas obras diferentes. Las más destacadas son Forest of Flowers and People: Lost, Immersed and Reborn una sala llena de proyecciones de flores donde la imagen combina tecnología interactiva y tecnología de reconocimiento dinámico. Según la participación del espectador, las flores de la imagen experimentarán crecimiento a través de la tecnología informática. Es así como la pieza se conecta para capturar movimientos de personas y producir varios efectos especiales para conseguir el efecto de la proyección interactiva.[4] La otra obra es Wander Through the Crystal World, una sala llena de luces LED que cuelgan del cielo sobre suelos y paredes llenas de espejos, creando la sensación óptica que estos son colgantes de cristal o cristales que se precipitan por toda la sala. Y, finalmente, una de las obras más populares del museo: Universe of Water Particles on a Rock where People Gather, con la famosa cascada de luces que cae sobre las rocas simulando un salto de agua digital.
2. "Bosque de los deportes": Situado a la planta superior del museo contiene un «espacio físico creativo». Se puede saltar en colchonetas que simulan el universo o el relevo de las montañas y valles llenos de todo tipo de criaturas. Con esta sala desde el museo se pretende que los usuarios aprendan y exploren la propia psicomotricidad, que profundicen en la concepción del cuerpo y la relación que este mantiene con los espacios.[5]
3. "Parque del futuro":  Esta obra es un proyecto educativo basado en el concepto de "creatividad colaborativa, co-creación". Literalmente, es un espacio donde las personas pueden crear y aportar cosas nuevas en la sala libremente con otra gente. La reflexión alrededor de esta obra es la conciencia sobre la creatividad humana y el proceso de creación del mundo en conjunto, como sociedad.[6]
4. "Bosque de las lámparas": Es una sala con espejos y luces que cambian de colores a medida que las personas avanzan por ella. Es una de las salas más populares del museo y tan solo se admiten unas 20 personas por visita, por lo cual siempre hay cola. Además, tan solo se dispone de un minuto o dos para poder explorarla.[2]
5. "La casa del té": En esta casa se ofrece la posibilidad de tomar un té en el cual aparece la proyección de una flor que cobra vida con cada sorbo. Así mismo, esta última creación se presenta una experiencia artística que va más allá de los sentidos del oído y la vista, también implica el gusto.

### Público
De los 2,3 millones de visitantes que recibió el museo en el primer año de apertura, aproximadamente el 50 % provenía del extranjero, y, en su mayoría, de los Estados Unidos, seguido por Australia, la China, Tailandia, Canadá y Reino Unido. Estos datos indican que el museo no solo atrae los visitantes de países vecinos, sino también de regiones mucho más lejanas. Además, según una encuesta realizada por el mismo museo, parece que alrededor del 50 % de los visitantes extranjeros decidieron visitar Tokio para poder tener la oportunidad de conocer el museo.